# 韦斯滕德大街站
韋斯滕德大街站（德語：U-Bahnhof Westendstraße）是一座慕尼黑地铁4、5号线位于施万塔勒高地的一座车站，是一个繁忙的换乘站，也是4号线西边的终点站。